# Punkt dostępu

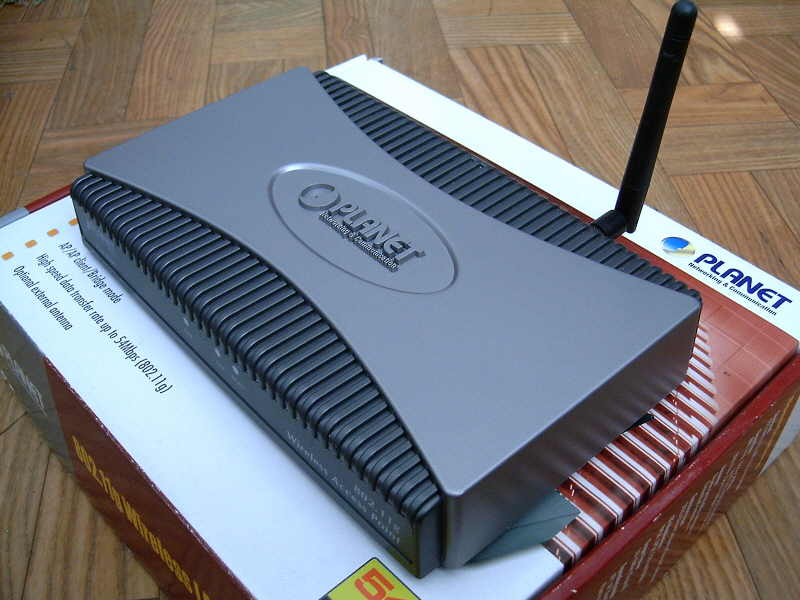
Przykładowy punkt dostępu

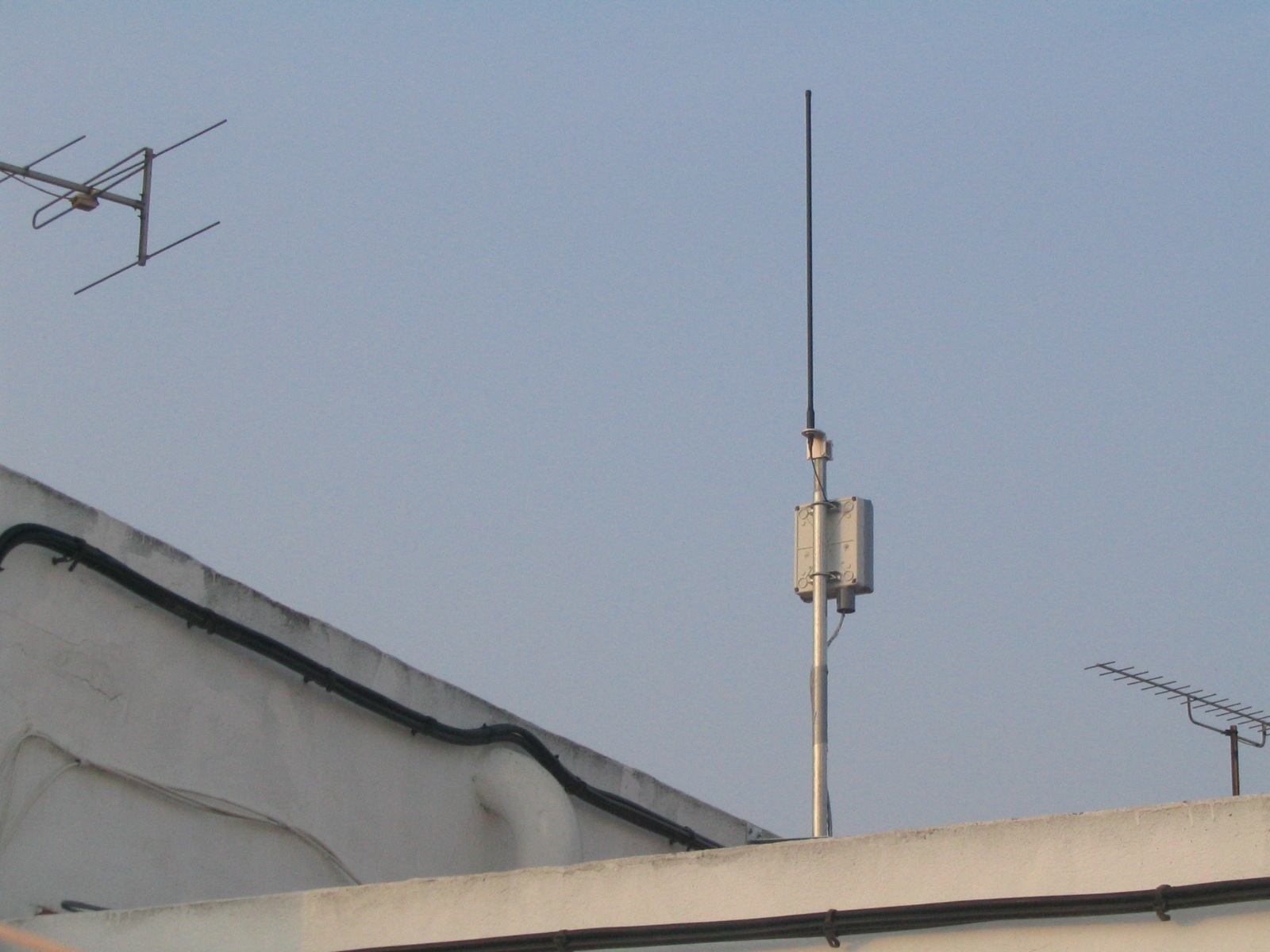
Punkt dostępu zainstalowany na dachu

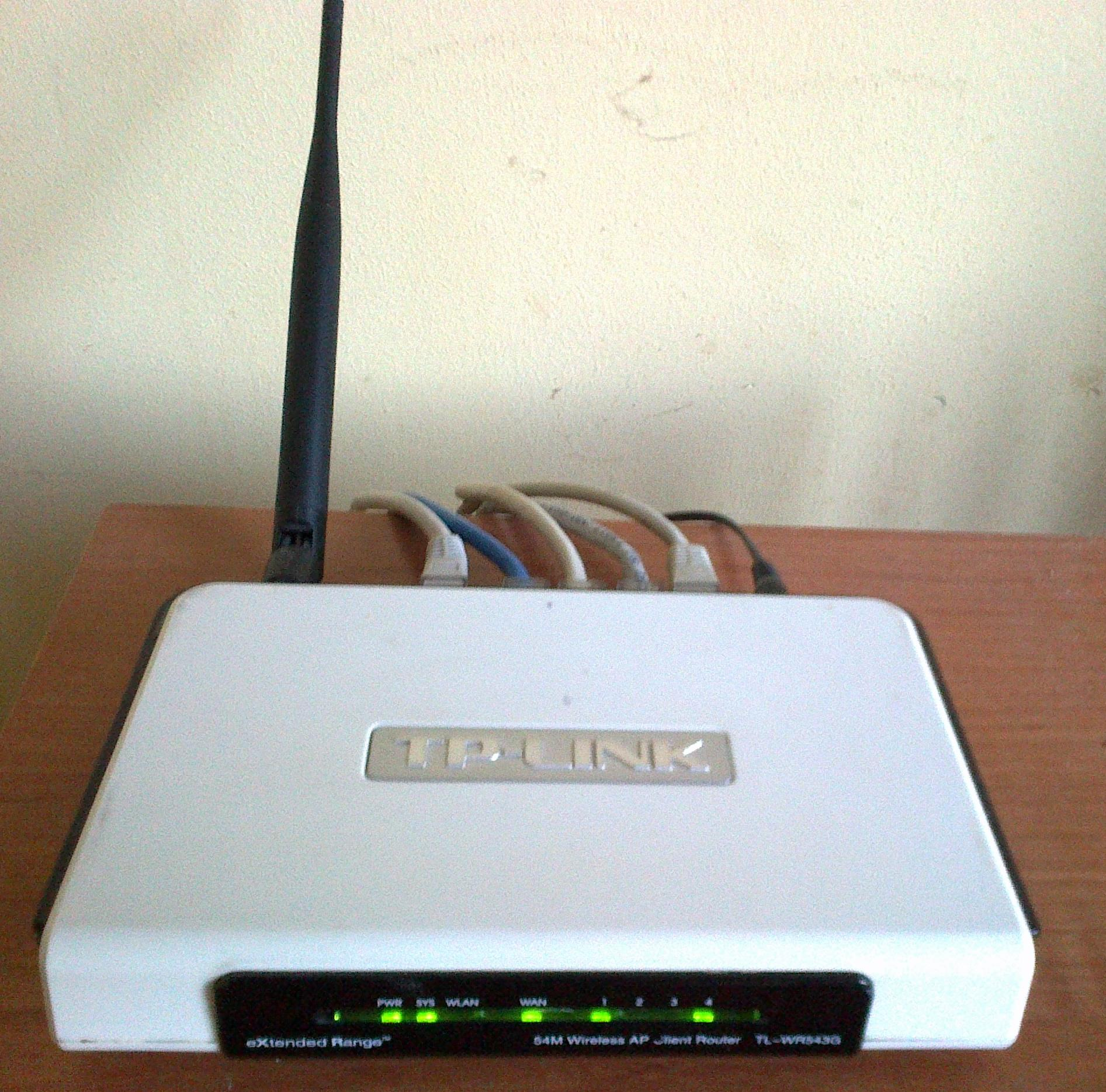
Przykład punktu dostępu zintegrowanego z routerem i koncentratorem

Punkt dostępu, punkt dostępowy (ang. access point, AP) – urządzenie zapewniające hostom dostęp do sieci komputerowej za pomocą bezprzewodowego nośnika transmisyjnego, jakim są fale radiowe. 
Punkt dostępowy jest zazwyczaj mostem łączącym bezprzewodową sieć lokalną (WLAN) z siecią lokalną (LAN). W związku z tym punkt dostępowy musi posiadać co najmniej dwa interfejsy sieciowe:
- bezprzewodowy - działa w oparciu o standard IEEE 802.11 (Wi-Fi)
- przewodowy - służy połączeniu PD z siecią standardu IEEE 802.3 (Ethernet) bądź modem standardu DSL

Większość współcześnie wytwarzanych punktów dostępowych wyposażonych jest w serwer DHCP, koncentrator sieciowy i router pełniący rolę bramy sieciowej. Niektóre modele wyposażone są dodatkowo w interfejs standardu USB, umożliwiając tym samym podłączenie i następnie współdzielenie np. drukarki.

## Ograniczenia
Punkt dostępowy, jak każde urządzenie sieci bezprzewodowych, ma ograniczony zasięg, który w przypadku niektórych modeli można zwiększać za pomocą zewnętrznych konfigurowalnych anten. Na zasięg punktu dostępowego poza rodzajem użytej anteny ma wpływ także umiejscowienie (wewnątrz lub na zewnątrz budynku), inne elektroniczne urządzenia działające na tej samej częstotliwości, a dla urządzeń znajdujących się na otwartej przestrzeni także warunki pogodowe. Przykładowe zasięgi wraz z szybkością przesyłania danych dostępnych na rynku punktów dostępowych niewyposażonych w dodatkowe anteny w najpopularniejszych standardach rodziny 802.11 zestawiono w poniższej tabeli:
| Standard | Przepustowość                                      | Częstotliwość |
| -------- | -------------------------------------------------- | ------------- |
| 802.11a  | 6, 9, 12, 18, 24, 36, 48, 54 Mbit/s                | 5 GHz         |
| 802.11b  | 1, 2, 5.5, 11, (22 i 44) Mbit/s                    | 2,4 GHz       |
| 802.11g  | 1, 2, 5.5, 6, 9, 11, 12, 18, 24, 36, 48, 54 Mbit/s | 2,4 GHz       |
| 802.11n  | 100, 150, 300 Mbit/s                               | 2,4 lub 5 GHz |
| 802.11ac | 500 Mbit/s, 1 Gbit/s                               | 5 GHz         |

Z racji niskich przepustowości (w porównaniu do sieci przewodowych) kolejnym ograniczeniem w stosowaniu punktów dostępowych jest liczba stacji, które może on obsłużyć. Co prawda standard nie precyzuje tej liczby, jednak dla sprawnego działania sieci można przyjąć ograniczenie liczby stacji do 30 (dla standardu 802.11a i 802.11g) lub 10 (standard 802.11b).

## Typy sieci bezprzewodowych stworzonych z wykorzystaniem punktów dostępowych

### Sieć typu BSS
Sieć stworzona za pomocą punktu dostępowego nazywa się strukturą BSS (ang. basic service set, podstawowy zestaw usługowy). Jeśli stacje bazowe chcą przesyłać dane między sobą, mogą to czynić jedynie za pośrednictwem PD. W związku z tym każda stacja przenośna musi znajdować się w zasięgu punktu dostępowego (odległość bezpośrednia pomiędzy stacjami nie ma żadnego znaczenia) a co za tym idzie zasięg sieci równa się zasięgowi anteny PD. W standardzie nie istnieje ograniczenie liczby stacji podłączonych do jednego punktu dostępowego, jednak niska przepustowość sieci bezprzewodowych wymaga ograniczeń tej liczby. Każdy BSS ma unikatowy 48-bitowy identyfikator tzw. BSSID. Identyfikator ten zazwyczaj jest adresem MAC interfejsu bezprzewodowego w PD. Istnieje także sieć typu BSS stworzona bez pomocy PD. Sieć taka nazywana jest IBSS (independent BSS z ang. niezależny BSS). Stacje w tej sieci komunikują się bezpośrednio ze sobą, z tego powodu muszą stale utrzymywać odległość umożliwiającą komunikację. Sieci IBSS nazywa się również ad hoc BSS lub sieciami tymczasowymi.

### Sieć typu ESS
Sieć typu ESS (ang. Extended Service Set, rozszerzony zestaw usług) powstaje w wyniku połączenia kilku BSS-ów za pomocą sieci szkieletowej. W takiej sieci stacje mogą przemieszczać się pomiędzy różnymi BSS-ami (pod warunkiem, że wszystkie są częścią tego samego ESS-u) bez utraty połączenia. Dzieje się tak dzięki współpracy punktów dostępowych ze sobą przy pomocy protokołu IAPP (Inter-Access Point Protocol). Protokół ten opisuje standard 802.11f. Sieci tego typu umożliwiają połączenie stacji bazowych na dużym obszarze (jego rozmiar uzależniony jest od liczby BSS-ów czyli od liczby punktów dostępowych). Model ten najczęściej wykorzystywany jest do tworzenia tzw. hot spotów w kawiarniach, szkołach itp. Sieć szkieletowa łącząca poszczególne PD nosi nazwę systemu dystrybucyjnego (DS). Najczęściej jako sieć dystrybucyjną wykorzystuje się sieć typu Ethernet. Każdy punkt dostępowy i stacja należące do jednej sieci ESS mają ten sam numer identyfikacyjny nazywany ESSID. Większość sieci ESS jest połączona z siecią zewnętrzną za pomocą łącza przewodowego.

## Typowe rodzaje konfiguracji punktów dostępu

### Podstawowy tryb dostępu
W tym rodzaju konfiguracji AP (Access Point) podłączony jest bezpośrednio do przewodowej sieci LAN zapewniając dostęp do infrastruktury przewodowej (np. Ethernet) użytkownikom wyposażonym w karty bezprzewodowe. W sytuacji, gdy do sieci LAN  podpiętych jest więcej niż jeden punkt dostępu, użytkownicy mogą przemieszczać się z jednego obszaru obiektu do drugiego bez utraty połączenia sieciowego. Gdy użytkownicy wychodzą poza zasięg jednego punktu dostępowego, automatycznie łączą się z siecią za pośrednictwem innego AP. 

#### Tryb regeneratora (ang. repeater)
W tym trybie punkt dostępowy działa jako wzmacniacz sieciowy, który umożliwia rozszerzenie obszaru działania sieci bezprzewodowej lub pokonanie przeszkody blokującej komunikację radiową.

#### Typu most punkt-punkt (ang. bridge point-to-point)
W tym rodzaju konfiguracji punkty dostępowe konfigurowane są jako "most bezprzewodowy", który łączy segmenty sieci przewodowej przez medium radiowe np. dwa budynki za pomocą połączenia bezprzewodowego.  Ruch jest następnie przekazywany przez łącze bezprzewodowe do sieci przewodowej.

#### Tryb mostu punkt-wielopunkt (ang. bridge point-multipoint)
Rozbudowana wersja konfiguracji punkt- punkt. Poszczególne punkty dostępowe mogą łączyć się z wieloma segmentami sieci przewodowych.

#### AP jako jednostka centralna w sieci bezprzewodowej.
W tym trybie punkt dostępowy funkcjonuje jako samodzielna jednostka centralna. AP nie jest podłączony do przewodowej sieci LAN. Działa jako punkt centralny, który łączy wszystkie stacje, zwiększając zasięg komunikacji użytkowników bezprzewodowych.

## Bezpieczeństwo
W przypadku sieci bezprzewodowych bezpieczeństwo ma ogromne znaczenie z racji tego, że każdy komputer w zasięgu sieci wyposażony w bezprzewodową kartę sieciową mógłby korzystać z jej zasobów. Jako że ruch w sieci bezprzewodowej skupia się wokół PD, to właśnie to urządzenie musi odpowiadać za zachowanie bezpieczeństwa transmisji. Najprostszą metodą kontroli dostępu stosowaną przez administratorów sieci poprzez punkt dostępowy jest filtrowanie adresów MAC. Polega ono na przypisaniu do każdego PD listy adresów MAC, które poprzez to urządzenie mogą łączyć się z siecią, a każdy inny interfejs (którego adresu MAC nie ma na liście) nie uzyska połączenia z tą siecią. Możliwe jest także filtrowanie adresów IP, jednak jest ono nieskuteczne z racji łatwości podszycia się pod taki adres. Kolejną metodą zapewnienia bezpieczeństwa sieci bezprzewodowej jest stosowanie kluczy WEP. Stosowane są klucze z 40, 104 lub 128 bitami klucza poufnego. Jednak niezależnie od długości klucza rozwiązanie to jest proste do złamania. Następcami WEP są protokoły WPA i WPA2, które zapewniają dużo większy poziom bezpieczeństwa, jednak wciąż prowadzone są prace nad znalezieniem nowych, bardziej odpornych na ataki systemów zabezpieczeń dostępu do medium bezprzewodowego.